# Harvard Medical School

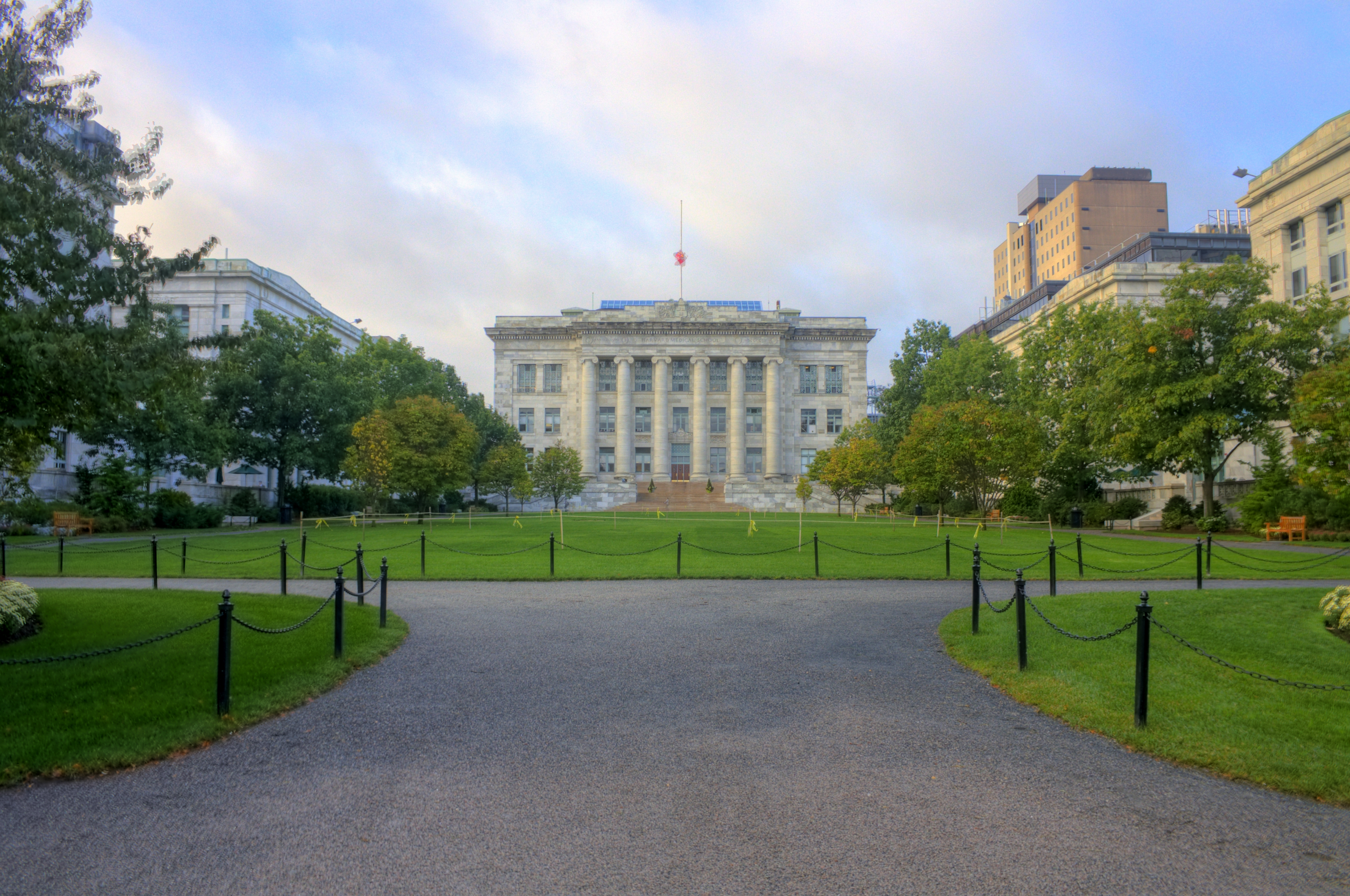
Gebäudekomplex der Harvard Medical School

Die Harvard Medical School (HMS) ist die medizinische Fakultät der Harvard University.
Anders als der Hauptcampus von Harvard, der sich in Cambridge, Massachusetts, befindet, gehört die HMS zum Longwood Medical and Academic Area, einem medizinischen Campus in Boston. Sie umfasst Vorlesungssäle und Labore. Als Lehrkrankenhäuser dienen unter anderem das Massachusetts General Hospital und die ebenfalls auf dem Campus stehenden Kliniken Beth Israel Deaconess Medical Center, Brigham and Women’s Hospital und Boston Children’s Hospital.
Dekan der Harvard Medical School ist seit 2017 George Q. Daley.

## Geschichte
Die Harvard Medical School wurde 1782 von dem Chirurgen John Warren (1753–1815) auf dem Harvard-Campus gegründet. 1906 zog die Institution nach Longwood. Ihr dortiger, mit weißem Marmor verkleideter Gebäudekomplex wird wegen seiner quadratischen Anlage als „Great White Quadrangle“ oder „HMS Quad“ bezeichnet. Auf der Wiese dazwischen finden die Abschlussfeiern der Mediziner und Gesundheitswissenschaftler statt.